# 1984 (rivista italiana)
1984 (2984 dal 1985) è stata una rivista antologica a fumetti pubblicata in Italia dal 1980 al 1986 dalle Edizioni Il Momento/1984. Era l'edizione italiana di una omonima rivista statunitense pubblicata dalla Warren Publishing e presentava, priva di linea editoriale definita, storie a fumetti di vario genere ma prevalentemente fantasy e fantascientifico, sia auto-conclusive che serie a puntate, sia di autori italiani come Ugolino Cossu, Tanino Liberatore, Giorgio Montorio, Enzo Jannuzzi, Giacinto Gaudenzi e Paolo Telloli che stranieri come sono autori come Georges Pichard, Richard Corben, Alfonso Azpiri, Esteban Maroto, Antonio Segura, Sergio Macedo, Gonzales, Bermejo; pubblicò anche la serie della Marvel Comics Silver Surfer, realizzata da Stan Lee e Sal Buscema, e Judge Dredd di Howard e Bolland, dalla rivista britannica 2000 AD. Da gennaio 1985 la testata divenne 2984.